# Sonic Heroes
Sonic Heroes (ソニック ヒーローズ, Sonikku Hīrōzu) é um jogo eletrônico em 3D de gêneros multi-plataforma, sendo o primeiro desse gênero na série, e aventura, e que pela primeira vez foi não lançado no console Dreamcast. Foi desenvolvido pela Sonic Team, publicado pela Sega, e teve lançamento no dia 30 de dezembro de 2003, no Japão, e 27 de janeiro de 2004 nos Estados Unidos. Teve seu desenvolvimento com o RenderWare, e, é compatível com os consoles PlayStation 2, Nintendo GameCube e Xbox, no dia 22 de novembro de 2004 foi lançada uma versão do jogo para computador na América do Norte, seguido pelo lançamento na Europa em 26 de novembro e no Japão no dia 9 de dezembro. O seu enredo é dividido em quatro histórias que envolvem os protagonistas Sonic, Tails, Knuckles, Rouge, Shadow, E-123 Omega, Amy Rose, Big, Cream, Vector, Espio e Charmy, cada uma contendo um envolvimento diferente com o antagonista inicial, Dr. Eggman.
O jogo dá ao jogador a possibilidade de jogar com times de três personagens ao mesmo tempo, cada um com um nível de dificuldade diferente, fato que não havia nos demais jogos; assim como ele também marca o retorno dos personagens da Agência Chaotix, exceto pelo personagem Mighty the Armadillo, que não apareciam desde Knuckles' Chaotix. Alguns dos temas principais do jogo foram compostos e feitos pela banda anglo-japonesa Crush 40, sendo posteriormente lançados os álbuns Triple Threat: Sonic Heroes Vocal Trax e Sonic Heroes Official Soundtrack nos dias 4 de fevereiro e 9 de novembro de 2004, respectivamente. Em outubro de 2004, Sonic Heroes atingiu uma marca de vendas, na Europa, superior a um milhão, desde a data de lançamento. Uma versão para PlayStation 3 do jogo foi lançada, exclusivamente, na PSN europeia em fevereiro de 2012, apesar de nenhum anúncio ter sido feito.

## Jogabilidade

Característico do jogo é a sua jogabilidade em times de três personagens ao mesmo tempo

Sonic Heroes é o primeiro jogo de multi-plataforma da série, e o primeiro jogo original do Sonic em 3D, após Sonic Adventure 2. O jogo possui novos elementos, como o uso de três personagens, que formam um time, ao mesmo tempo, ao invés de só poder jogar com um personagem, igual aos jogos tradicionais da série. Cada time possui três formações, uma para cada personagem: "Fly", (Voo) "Power" (Poder/Força) e "Speed" (Velocidade), sendo uma cor para cada formação (amarelo, vermelho e azul, respectivamente). Os membros da formação "Fly" podem alcançar áreas mais altas, e que normalmente as outras formações não alcançam; os da formação "Speed", são os mais rápidos das três, e podem usar o Homing Attack, ataque que atinge o inimigo, independente da direção; e os da formação "Power" são os que podem atravessar por cantos que as demais formações não conseguem. Os times do jogo são "Team Sonic", composto por Sonic, Tails e Knuckles; "Team Dark", composto por Shadow, Rouge e E-123 Ômega; "Team Rose", composto por Amy, Cream e Big; e "Team Chaotix", composto por Espio, Charmy e Vector.
Cada time possui um movimento especial em que todos os membros participam, chamado de "Team Blast", e que pode ser obtido pelo enchimento da 'barra de Team Blast', através da coleta de anéis e da destruição de inimigos. Os Team Blasts dos times Sonic, Dark, Rose e Chaotix são: "Sonic Overdrive", em que Tails e Knuckles jogam Sonic, que ataca os inimigos por perto; "Chaos Inferno", em que Shadow usa o Controle do Caos, e Ômega atira lasers nos inimigos ao redor; "Flower Festival", em que Amy e Cream fazem chover flores nos inimigos enquanto ficam em cima da sombrinha de Big; e "Chaotix Recital", em que os três membros usam instrumentos de forma inadequada, fazendo os inimigos explodirem, respectivamente. Além disso, cada time representa um nível de dificuldade do jogo, sendo o Team Rose para fácil, Team Sonic com o nível médio, Team Dark o difícil, e Team Chaotix com um nível "baseado em missões".
O jogo também possui um sistema de notas, que variam dependendo da quantidade de pontos e na atuação nos níveis; e mantém a presença de chefes a cada três níveis, dos níveis especiais, em que o jogador tenta conseguir a esmeralda do caos, e que pode ser acessado ao obter uma chave que está em certos níveis, e completar o respectivo nível com ela; e também dos clássicos emblemas, sendo no total 120 presentes no jogo, e que a cada 20 obtidos é destrancada uma modalidade no "2P Mode". Além disso, Sonic Heroes possui vários modos, sendo o "Story Mode" para seguir o enredo, o modo "Challenge" que representa as missões secundárias de cada time, o "2P Mode" para jogar com outra pessoa, e o "Super Hard Mode", modo secreto que é obtido após conseguir todas as notas "A", e que é jogável somente com o Team Sonic. Ao serem obtidas todas as sete esmeraldas do caos, é destrancada a história do chefe final, que é revelado ser Metal Sonic.

## Sinopse
O enredo do jogo envolve relações de todos os protagonistas para com o Dr. Eggman, antagonista inicial. Na história do Team Sonic, Eggman desafia Sonic, Tails e Knuckles para impedí-lo de conquistar o mundo em três dias, agora que ele "havia desenvolvido a arma suprema".
A história do Team Dark consiste em Rouge, na esperança de ter finalmente achado o tesouro secreto de Eggman, achar ocasionalmente Shadow e E-123 Ômega, ambos querendo ter vingança do doutor.
Já na história do Team Rose, Amy, Cream e Big investigam o desaparecimento de Froggy e Chocola Chao, (Chao de Chocolate) e então a situação os leva a acreditar que Eggman está envolvido com isso. Sabendo que Sonic está envolvido nessa busca, Amy aproveita a oportunidade para conquistar seu amado e pedi-lo em casamento.
Na história do Team Chaotix, Espio, Charmy e Vector recebem um pedido de ajuda vindo de um misterioso cliente, que lhes prometia "pagar muito bem pelos seus serviços de investigação". Esse cliente revela-se mais tarde ser Dr. Eggman o tempo todo.
Ao final do jogo, quando todos os personagens derrotam o Dr. Eggman, é revelado que na verdade aquele era Metal Sonic o personificando, e que o verdadeiro doutor estava aprisionado, como descoberto pelo Team Chaotix. O vilão havia copiado todos os dados dos protagonistas e se tornado extremamente poderoso. Sonic, Tails e Knuckles então decidem enfrentar o, agora transformado, Metal Sonic (chamado de Metal Overlord). Para isso, Sonic se transforma na sua forma Super, graças às sete esmeraldas do caos, e ao tempo ganho pelos demais protagonistas.

## Desenvolvimento

Comparação entre a fase de desenvolvimento com o RenderWare (esquerda) e o produto final (direita)

Sonic Heroes foi desenvolvido pela Sonic Team, publicado pela SEGA e dirigido por Takashi Iizuka. O jogo foi desenvolvido com o RenderWare, fato anunciado em maio de 2003, porque segundo Yuji Naka, presidente da Sonic Team, "nós decidimos licenciar o RenderWare, porque a solução nos forneceu não só a tecnologia, mas também a metodologia para um desenvolvimento de multi-plataforma eficiente, fazendo o nosso time focar no que faz o Sonic aparecer". Apesar disso, foi usado o RenderWare para que se pudesse desenvolver o jogo facilmente para as três plataformas. Também de acordo com Yuji, o lançamento do jogo, assim como o do anime, foi feito para comemorar o décimo segundo aniversário do Sonic, e também que "nós realmente queremos expandir a nossa audiência para o Sonic ao Xbox e múltiplas plataformas", ao comentar sobre Sonic Heroes. Durante a fase de desenvolvimento, Takashi Iizuka, diretor do jogo, temendo que um "Sonic Adventure 3" fosse se tornar um apelo para os fãs de Sonic, decidiu fazer algo diferente para atrair jogadores que jogassem por acaso. Os "E-32 Unidus", de Sonic Adventure 1 e 2, haviam sido desenvolvidos para que aparecessem novamente no jogo, ainda como inimigos, mas não foram incluídos. Foram usadas como base para os estágios especiais, (Special Stages no original) as áreas bônus de Sonic 2, para que relembrassem alguns elementos do jogo, como a coleta de itens bônus no caminho. A presença de um nível num Pinball 3D era uma ideia que havia sido pensada por Iizuka para incluir na série Adventure, mas como essa série era muito relacionada a história e Heroes oferecia uma 'liberdade de explorar' maior, o pinball foi incluído em Sonic Heroes.
Os personagens E-123 Ômega e Cream the Rabbit foram criados inicialmente para Sonic Heroes, mas Cream e seu companheiro, Cheese, acabaram sendo introduzidos antes em Sonic Advance 2. Além disso, Ômega foi introduzido no jogo para compensar a falta de robôs da série "E". Em abril de 2003, quando foi anunciado pela publicadora que o jogo seria apresentado na E3, ele foi descrito como o "maior jogo de aventura do Sonic, por enquanto", e já dava prévias da sua jogabilidade, falando sobre a possibilidade de jogar com três personagens; assim como o trailer de apresentação incluía somente, mas propositadamente, o Team Sonic; porém, na época ainda estava sendo desenvolvido para PlayStation 2, Xbox e Nintendo GameCube. Takashi Iizuka disse durante uma entrevista ao site 1UP, que os gráficos do jogo nas versões GameCube e Xbox estavam melhores que os da versão PlayStation 2, porque a quantidade de memória na última era a menor de todas, então ele teve que fazer algumas mudanças para que a experiência fosse igual entre as três versões. Ainda na mesma entrevista, o diretor também disse que o jogo poderia ter times secretos se a quantidade da jogabilidade fosse maior, mas não sendo o caso, "quatro times eram o suficiente"; e também comentou que criou o sistema de notas para ser desafiador, fazendo os jogadores jogarem o mesmo nível várias vezes, até conseguir a maior nota. A respeito da reinclusão dos personagens Chaotix, Takashi disse que eles não haviam sido trazidos do passado, mas sim que eram novos personagens que parecem se encaixar no jogo; e também falou que a equipe de produção recriou eles do chão, pois "nós não estávamos envolvidos com Knuckles' Chaotix; alguma equipe de desenvolvimento internacional da Sega o fez".

### Música
O jogo teve composição por Jun Senoue, Naofumi Hataya, Yutaka Minobe, Tomoya Ohtani, Keiichi Sugiyama, Hideaki Kobayashi, Mariko Nanba, Teruhiko Nakagawa e Fumie Kumatan. A banda Crush 40 teve participação na criação e na apresentação dos temas "Sonic Heroes" (tema principal) e "What i'm made Of..." (tema da luta contra Metal Overlord); mas, além de Crush 40, os temas também foram compostos por outros cantores, como as músicas "Team Chaotix", por Gunnar Nelson, e "We Can", por Ted Poley, porém, as duas com participação de Jun Senoue, membro da banda. Takashi Iizuka disse que queria fazer a música do jogo retornar ao começo da experiência do Sonic, e que ela "deveria ser excitante e em um ritmo rápido". Das músicas do jogo, foram lançados três álbuns chamados de Triple Threat: Sonic Heroes Vocal Trax, lançado no Japão em 4 de fevereiro de 2004, Complete Trinity: Sonic Heroes Original Soundtrax, lançado no Japão em 3 de março de 2004, e Sonic Heroes Official Soundtrack, lançado em 24 de agosto de 2011 e edição de 20 anos do Sonic; todos os três publicados pela Wave Master.
| Triple Threat: Sonic Heroes Vocal Trax |                                   |         |  |
| N.º                                    | Título                            | Duração |  |
| 1.                                     | "Sonic Heroes" (Tema principal)   | 3:29    |  |
| 2.                                     | "We Can"                          | 3:19    |  |
| 3.                                     | "This Machine"                    | 4:23    |  |
| 4.                                     | "Follow Me"                       | 3:34    |  |
| 5.                                     | "Team Chaotix"                    | 3:41    |  |
| 6.                                     | "What i'm made Of..."             | 3:44    |  |
| 7.                                     | "My Sweet Passion*"               | 5:11    |  |
| 8.                                     | "Lazy Days ~Livin' in Paradise~*" | 4:03    |  |
| 9.                                     | "Unknown From M.E*"               | 4:32    |  |
| 10.                                    | "Believe In Myself*"              | 3:53    |  |
| 11.                                    | "It Doesn't Matter*"              | 4:28    |  |
| 12.                                    | "Open Your Heart*"                | 5:15    |  |
| Duração total:                         | Duração total:                    | 49:32   |  |

| Complete Trinity: Sonic Heroes Original Soundtrax (Disco 1) |                                     |         |  |
| N.º                                                         | Título                              | Duração |  |
| 1.                                                          | "Sonic Heroes" (versão da abertura) | 1:30    |  |
| 2.                                                          | "Stage 01: Seaside Hill"            | 2:42    |  |
| 3.                                                          | "Stage 02: Ocean Palace"            | 3:42    |  |
| 4.                                                          | "Boss: Egg Hawk"                    | 1:12    |  |
| 5.                                                          | "System Screen: Select"             | 3:46    |  |
| 6.                                                          | "Stage 03: Grand Metropolis"        | 3:36    |  |
| 7.                                                          | "Stage 04: Power Plant"             | 2:03    |  |
| 8.                                                          | "Special Stage: Bonus Challenge"    | 2:32    |  |
| 9.                                                          | "Event: Strange Guys"               | 0:25    |  |
| 10.                                                         | "Boss: vs. Team Battle"             | 1:37    |  |
| 11.                                                         | "Stage 05: Casino Park"             | 2:30    |  |
| 12.                                                         | "Stage 06: BINGO Highway"           | 2:26    |  |
| 13.                                                         | "Battle: Casino Area"               | 2:42    |  |
| 14.                                                         | "Event: Monkey Business"            | 0:32    |  |
| 15.                                                         | "Event: My World"                   | 1:22    |  |
| 16.                                                         | "Boss: Robot Carnival/Robot Storm"  | 2:19    |  |
| 17.                                                         | "Stage 07: Rail Canyon"             | 2:40    |  |
| 18.                                                         | "Stage 08: Bullet Station"          | 2:16    |  |
| 19.                                                         | "Jingle: Speed Up"                  | 0:15    |  |
| 20.                                                         | "Jingle: Invincible"                | 0:55    |  |
| 21.                                                         | "Boss: Egg Albatross"               | 1:39    |  |
| 22.                                                         | "Event: Disquieting Shadow"         | 0:34    |  |
| 23.                                                         | "System Screen: Menu"               | 1:49    |  |
| 24.                                                         | "Battle: City Area"                 | 2:05    |  |
| 25.                                                         | "Battle: Sea Area"                  | 0:40    |  |
| 26.                                                         | "System Screen: 2P vs. Menu"        | 0:53    |  |
| 27.                                                         | "Battle: Quick Race"                | 0:56    |  |
| 28.                                                         | "Battle: Ring Race"                 | 0:38    |  |

| Complete Trinity: Sonic Heroes Original Soundtrax (Disco 2) |                                                       |         |  |
| N.º                                                         | Título                                                | Duração |  |
| 1.                                                          | "Sonic Heroes" (versão do título)                     | 0:23    |  |
| 2.                                                          | "Stage 00: Sea Gate"                                  | 3:25    |  |
| 3.                                                          | "Stage 09: Frog Forest"                               | 2:31    |  |
| 4.                                                          | "Stage 10: Lost Jungle"                               | 5:07    |  |
| 5.                                                          | "Event: Excuse Me?"                                   | 0:29    |  |
| 6.                                                          | "Event: Unexpected Encounter"                         | 0:44    |  |
| 7.                                                          | "Special Stage: Emerald Challenge"                    | 2:15    |  |
| 8.                                                          | "Event: No Past To Remember"                          | 1:00    |  |
| 9.                                                          | "Stage 11: Hang Castle"                               | 4:42    |  |
| 10.                                                         | "Stage 12: Mystic Mansion"                            | 2:43    |  |
| 11.                                                         | "Event: My Ambition"                                  | 1:17    |  |
| 12.                                                         | "Stage 13: Egg Fleet"                                 | 2:32    |  |
| 13.                                                         | "Stage 14: Final Fortress"                            | 2:23    |  |
| 14.                                                         | "Boss: Egg Emperor"                                   | 1:28    |  |
| 15.                                                         | "Event: Metal Sonic... The Ultimate Overlord"         | 1:25    |  |
| 16.                                                         | "Event: All Heroes Gather"                            | 1:07    |  |
| 17.                                                         | "Final Boss version 1" (Metal Madness)                | 3:20    |  |
| 18.                                                         | "Final Boss version 2" (What i'm Made Of...)          | 3:44    |  |
| 19.                                                         | "Event: Finale... Adventure Must Go On"               | 1:17    |  |
| 20.                                                         | "Special Stage: Emerald Challenge" (Versão estendida) | 3:40    |  |
| 21.                                                         | "Casino Park" (Versão original)                       | 2:08    |  |
| 22.                                                         | "BINGO Highway" (Versão Remix)                        | 5:10    |  |

| Sonic Heroes Official Soundtrack |                                               |         |  |
| N.º                              | Título                                        | Duração |  |
| 1.                               | "Sonic Heroes: Main theme"                    | 1:35    |  |
| 2.                               | "We Can"                                      | 3:18    |  |
| 3.                               | "Stage 01: Seaside Hill"                      | 1:36    |  |
| 4.                               | "Stage 02: Ocean Palace"                      | 2:01    |  |
| 5.                               | "Follow Me"                                   | 3:35    |  |
| 6.                               | "System Screen: Select"                       | 1:38    |  |
| 7.                               | "Stage 03: Grand Metropolis"                  | 1:49    |  |
| 8.                               | "Stage 04: Power Plant"                       | 1:04    |  |
| 9.                               | "Special Stage: Bonus Challenge"              | 2:13    |  |
| 10.                              | "Stage 05: Casino Park"                       | 2:29    |  |
| 11.                              | "Stage 06: BINGO Highway"                     | 2:25    |  |
| 12.                              | "Battle: Casino Area"                         | 2:42    |  |
| 13.                              | "This Machine"                                | 4:24    |  |
| 14.                              | "Boss: Robot Carnival/Robot Storm"            | 2:19    |  |
| 15.                              | "Stage 07: Rail Canyon"                       | 2:39    |  |
| 16.                              | "Stage 08: Bullet Station"                    | 2:16    |  |
| 17.                              | "Team Chaotix"                                | 3:42    |  |
| 18.                              | "Boss: Egg Albatross"                         | 1:41    |  |
| 19.                              | "Event: Disquieting Shadow"                   | 0:31    |  |
| 20.                              | "Stage 09: Frog Forest"                       | 1:55    |  |
| 21.                              | "Stage 10: Lost Jungle"                       | 4:14    |  |
| 22.                              | "Special Stage: Emerald Challenge"            | 2:15    |  |
| 23.                              | "Stage 11: Hang Castle"                       | 4:43    |  |
| 24.                              | "Stage 12: Mystic Mansion"                    | 2:42    |  |
| 25.                              | "Stage 13: Egg Fleet"                         | 2:32    |  |
| 26.                              | "Stage 14: Final Fortress"                    | 2:26    |  |
| 27.                              | "Event: Metal Sonic... The Ultimate Overlord" | 1:24    |  |
| 28.                              | "Final Boss - Metal Madness"                  | 3:19    |  |
| 29.                              | "Final Boss - What i'm Made Of..."            | 3:44    |  |
| 30.                              | "Event: Finale... Adventure Must Go On"       | 1:13    |  |

* Música extra de Sonic Adventure DX.

## Recepção
Sonic Heroes teve, em outubro de 2004, um total de vendas superior a um milhão desde sua data de lançamento, na Europa. O jogo também foi avaliado por vários sites, e recebeu notas variadas, especialmente na versão PlayStation 2. O IGN deu notas 6,9, 8, 7,2 e 7 para as versões PlayStation 2, GameCube, Xbox e Computador, respectivamente; e fez comentários a respeito do jogo, elogiando o trabalho em equipe muito usado nele, os níveis "Casino Park", por oferecer movimentos enquanto o jogador é uma bola de pinball, e "Rail Canyon", por possibilitar voltas de 360 graus e outros elementos atrativos, como os "zig-zags" muito recorrentes nele. Entretanto, o site criticou o fato de prevalecer o botão "O" (na versão PlayStation 2) para selecionar e o uso do "X" para voltar, e afirmou que isso poderia "frustrar os jogadores até eles se acostumarem com isso". Outra crítica feita, também a respeito da versão PlayStation 2, foi a ausência de "gráficos leves", e recomendou a versão PS2 como "a versão para se evitar". E finalizou com as notas 6,5, 6, 6, 6,9 e 6,5 para os aspectos da versão PS2: "Apresentação", "Gráficos", "Som", "Jogabilidade" e "Apelo restante", respectivamente.
O GameSpot também criticou o uso principal do botão "O" na versão PS2, dizendo que era "irritante ao máximo". Além disso, o site comentou que não há muitas diferenças de um time para outro, pois eram "virtualmente idênticos, salvo por alguns elementos da história dentro e entre os níveis", e classificou a jogabilidade em times como algo "um pouco sem sentido". Entretanto, elogiou o jogo por ser "livre da aventura filler de ação ruim, que fez largas porções dos jogos de aventura do Sonic"; e depois reclamou da câmera no jogo. O site fez uma comparação entre as versões, e disse que as de Xbox e PlayStation 2 "sofrem de inconsistência de quadros por segundo", diferente da versão GameCube; e comentou que a versão PS2 é facilmente a mais feia de todas.
O 1UP fez avaliações das versões Xbox, GameCube e PlayStation 2 (versão Computador não teve avaliações) com notas C, C+ e B-, respectivamente. A respeito da primeira versão, o site falou que Tails e Knuckles "ainda são presos ao Sonic, e você tem que usá-los, independente do seu gosto pela diferença da jogabilidade". Ele também falou que os níveis eram centrados na velocidade do Sonic, devido a jogabilidade em alta velocidade e "sempre andando para frente", o que tornava os níveis com o Team Chaotix mais difíceis; mas, mesmo assim, disse que o jogo era divertido em seu núcleo. A respeito da versão GameCube, o site afirmou que a SEGA não "polia" bem as aventuras de Sonic antes de publicá-las, e também disse que o jogo "poderia ter sido muito melhor se os desenvolvedores tivessem passado mais tempo balanceando os níveis e consertando a câmera frustrante"; porém, elogiou a jogabilidade em times dizendo que ela "é interessante". Já a respeito da versão PlayStation 2, 1UP fez comparações negativas entre Sonic Heroes, Sonic Adventure e Sonic Adventure 2, dizendo que os "heróis voltam do princípio ódio-inspiração de Sonic Adventure 2 e retornam ao tolerável nível de ódio do jogo Sonic Adventure"; e também disse que os níveis Casino Park e BINGO Highway atendiam as expectativas de um jogo em 3D do Sonic.
O site Eurogamer disse que "Sonic Heroes tenta pegar os melhores pedaços dos jogos em 3D passados e juntá-los em um todo coesivo", e também elogiou a jogabilidade em três personagens ao mesmo tempo, como sendo "uma ideia não lamentável". Entretanto, críticas também foram feitas a respeito do jogo, ao comparar os personagens a Power Rangers, e disse que o jogo era "difícil de se gostar"; assim como também comentou que o combate feito era chato e óbvio. A disponibilidade de anéis foi criticada, pois "é mais difícil juntar os anéis perdidos, já que eles vão para todos os lados". Foi finalizada a avaliação do site com críticas a câmera, ao combate, a história e aos personagens, pois considerou os dois últimos como "básico", e deu nota 6 ao jogo. O Yahoo! também fez uma avaliação do jogo, e o classificou como um "exemplo de como não fazer um jogo de plataforma", ao classificar a estrutura como "níveis pobremente criados e muito longos a mortes baratas que desaceleram o jogador".